# Сплесень
Спле́сень (от нидерл. splitsing, от splitsen — «сплетать»; англ. Splice) — способ постоянного сращивания концов двух коротких тросов равного диаметра, материала, конструкции в один длинный трос путём переплетения составляющих прядей без излома троса. Полученное соединение при правильном изготовлении имеет более высокую прочность, чем узел. Сплесень применяют для сращивания двух одинаковых по толщине тросов (или концов троса после разрыва), изготовления стропов, штормтрапов. Согласно книге узлов Эшли, узлы, в общем, подразделяют на 4 класса: штыки, соединяющие узлы, утолщающие трос (сто́порные) узлы, сплесни.
Различают:
- Короткий сплесень — прост, имеет бо́льшую прочность, чем другие виды сплесня, употребляется при сращивании тросов, но значительно утолщает трос в месте сращивания, затрудняя проводку его через блок. Используют при сращивании двух равных по диаметру растительных тросов стоячего такелажа, оттяжек, стропов[10]
- Длинный сплесень[11] (лонга-сплесень[12], лонгосплесень[13][14], разгонный сплесень[15], разгонка[13]) — менее прочен, чем короткий, но удобен тем, что почти не увеличивает толщины тросов в месте сращивания. При помощи длинного сплесня сращивают тросы проходящие через блоки, юферсы, то есть длинный сплесень применяют, преимущественно, для сращивания снастей бегучего такелажа. Для сращивания тросов необходимы более длинные концы прядей, чем для изготовления короткого сплесня[16].

Подобным же образом делают огон и кноп.

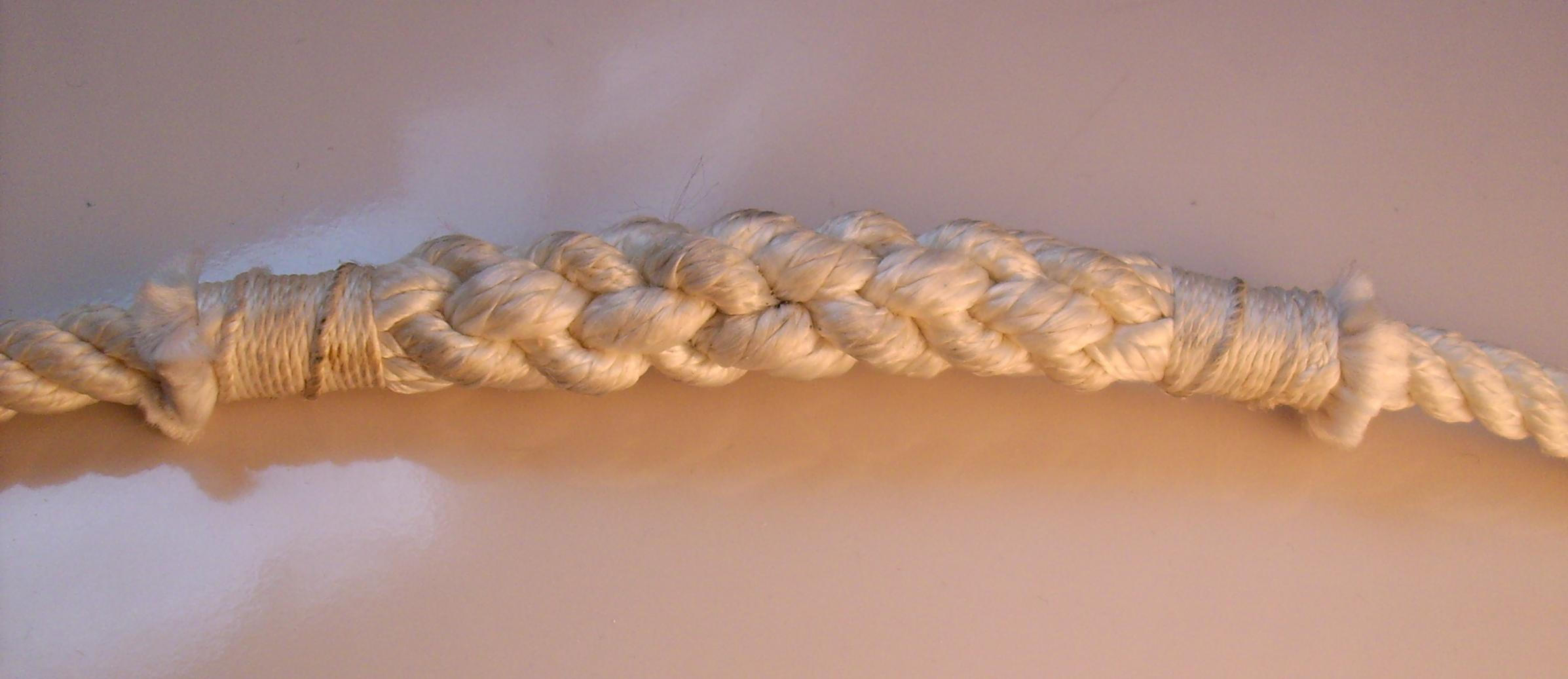
короткий сплесень с наложенными марками с обеих сторон
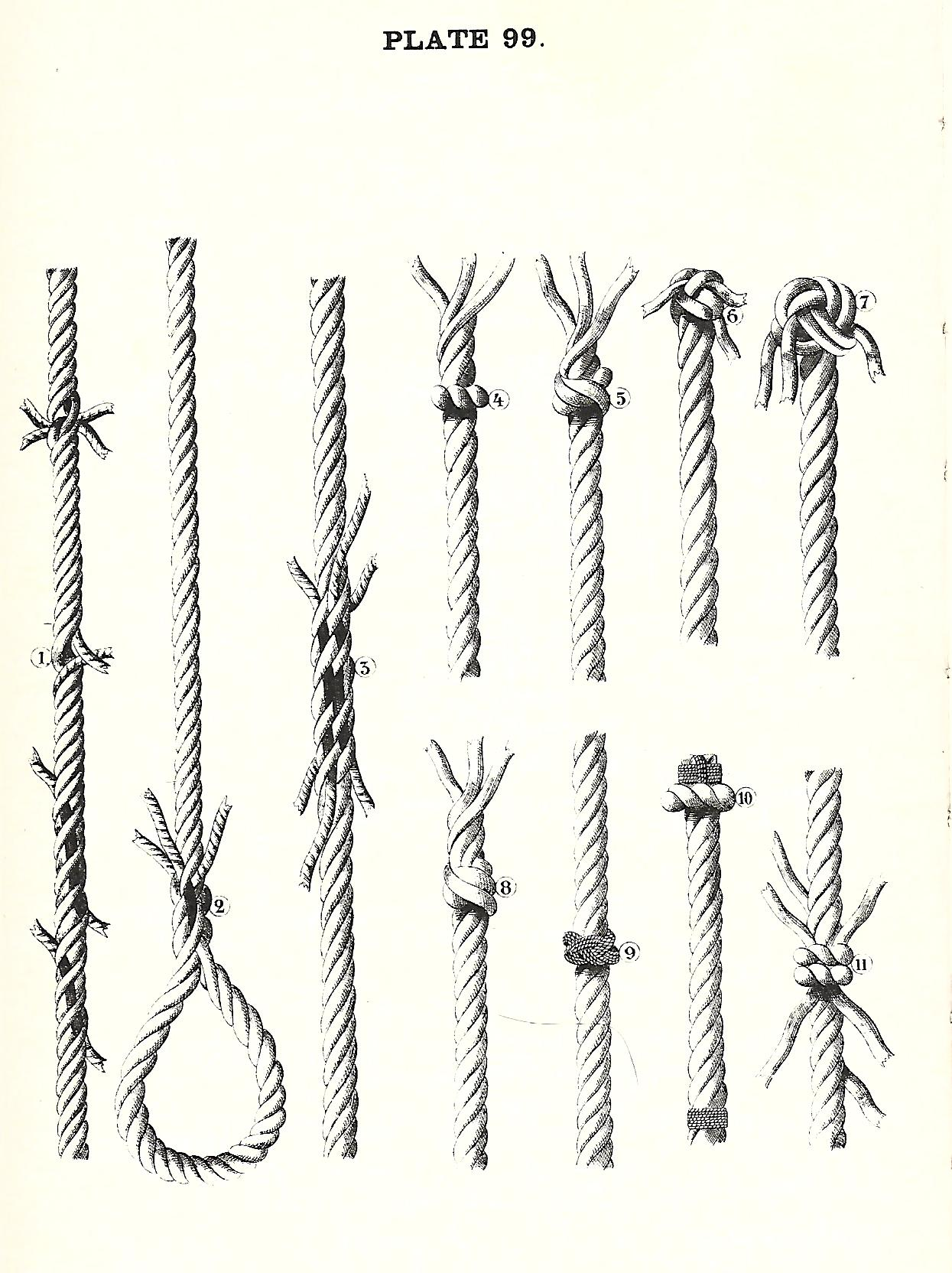
1) длинный сплесень, 2) огон, 3) короткий сплесень
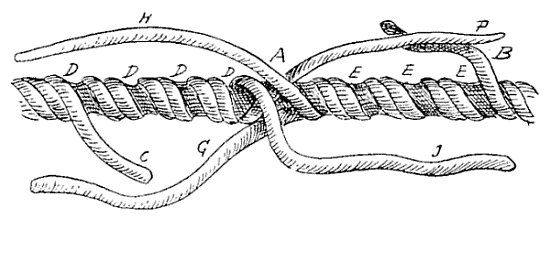
завязывание длинного сплесня
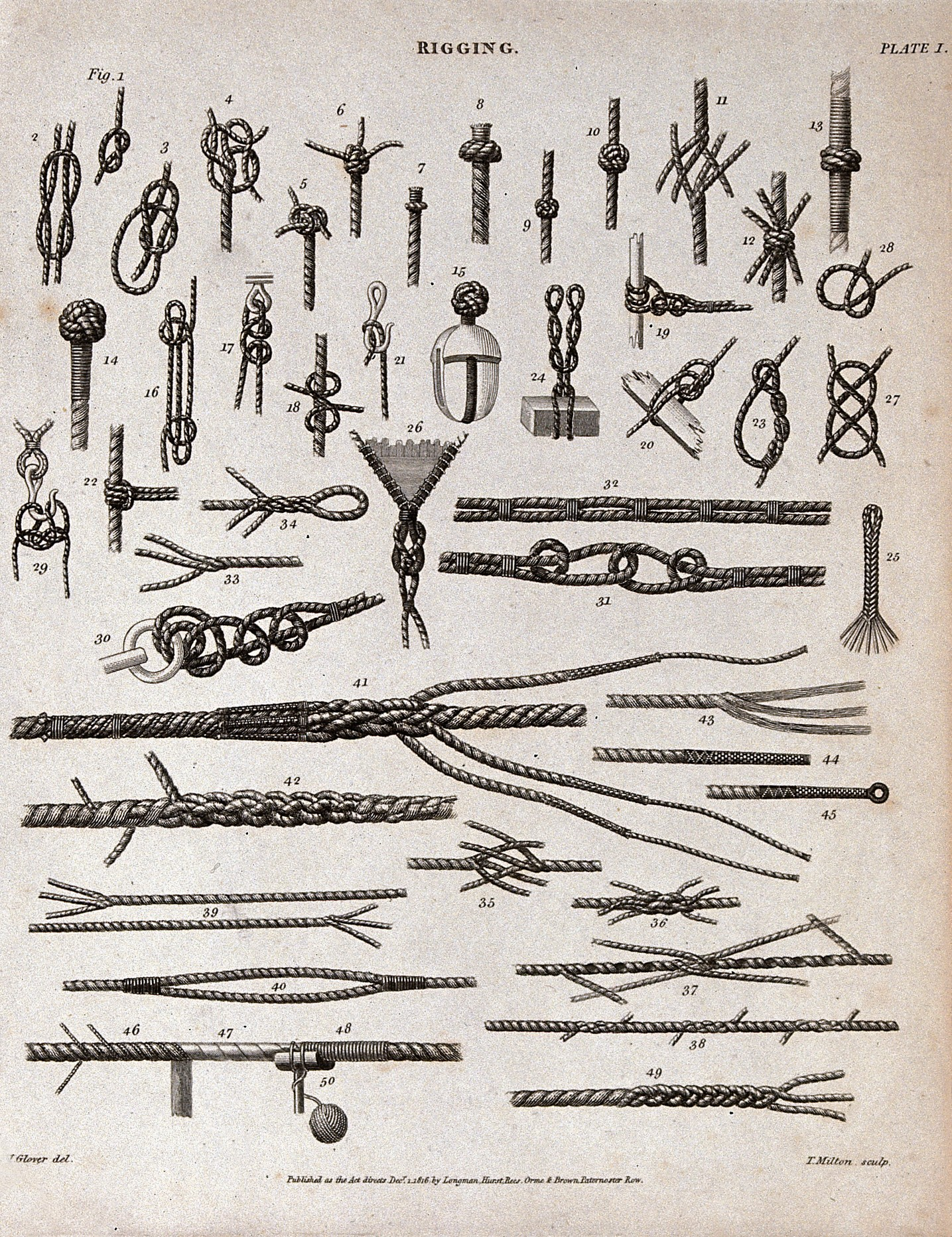